# Top of Europe
A Top of Europe épület az örökös hó birodalmában az Aletsch-gleccser felett van, a Jungfraujoch déli oldalán, 3454 méter magasan a tengerszint felett. Az épületet a Jungfraubahn fogaskerekű vasuttal lehet elérni Interlakenből, a Sphinx-obszervatórium lifttel érhető el az épületből.
Az épületben több étterem található és kiállítás is megtekinthető a Jungfraubahn történetéről. Itt van Európa legmagasabban fekvő postahivatala, és egy kutatóállomás.